# سیارک ۳۸۰۷۰
سیارک ۳۸۰۷۰ (به انگلیسی: 38070 Redwine، نامگذاری:1999GG2) سی و هشت هزار و هفتادمین سیارک کشف شده‌است که در ۶ آوریل ۱۹۹۹ کشف شد.